# 格里斯里德
格里斯里德是德国巴伐利亚州的一个市镇。总面积23.14平方公里，总人口1298人，其中男性655人，女性643人（2011年12月31日），人口密度56人/平方公里。